# Max von Seydel

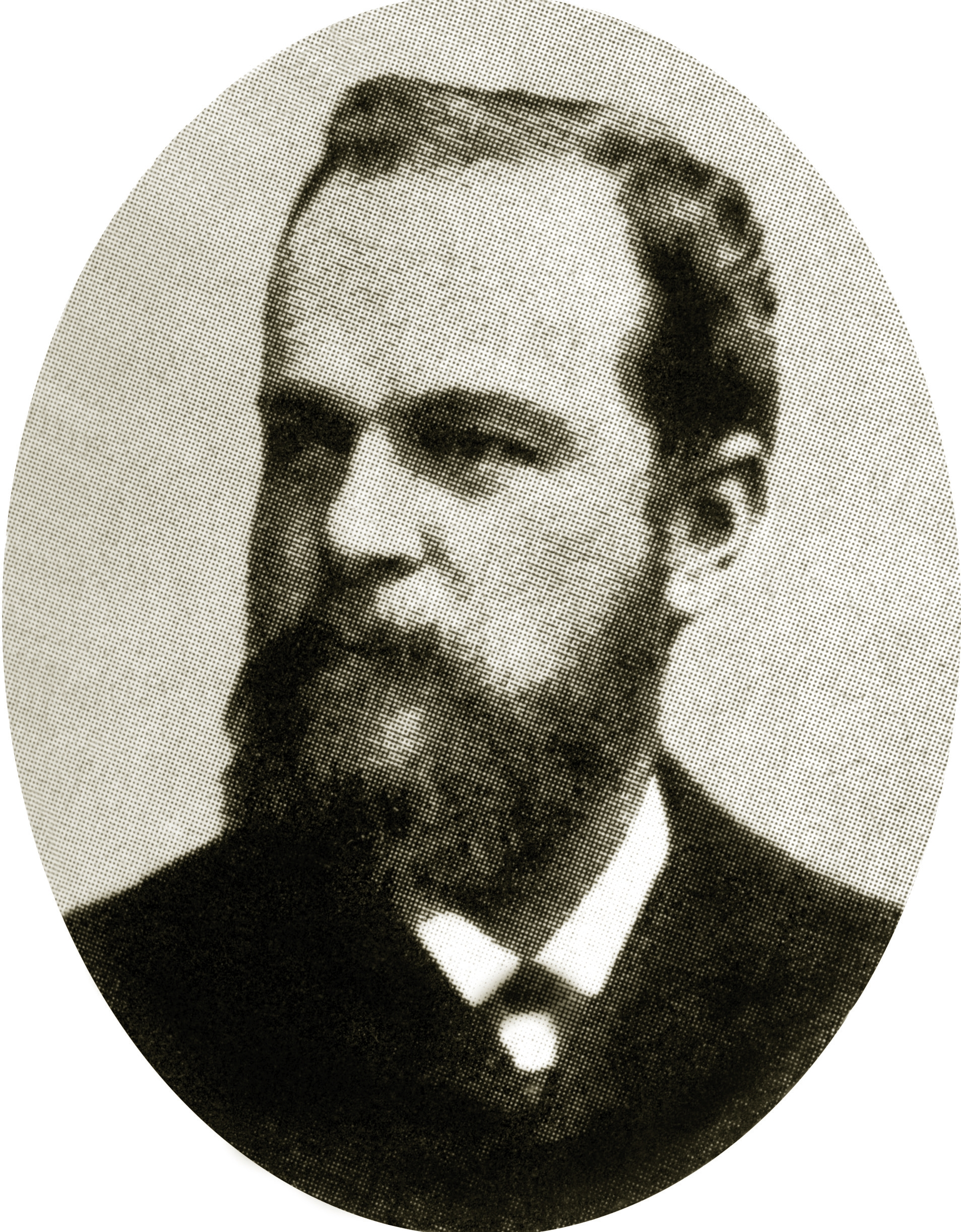
Max von Seydel

Maximilian (Max) Anton Seydel, ab 1893 von Seydel, (* 7. September 1846 in Germersheim, Kurpfalz, Bayern; † 23. April 1901 in München) war ein deutscher Rechtswissenschaftler und Statistiker.
Der Sohn des Wilhelm Seydel und der Maria Theresia Schilcher wurde am 12. September 1846 in Germersheim römisch-katholisch getauft.
Seydel studierte an den Universitäten München und Würzburg. Danach war er zunächst in der Verwaltung tätig, 1878 wurde er Regierungsassessor, 1879 dann Vorstand des Statistischen Büreaus. 1882 wurde der promovierte Seydel zum Professor für bayrisches Verfassungs- und Verwaltungsrechts an der Universität München ernannt.
Ab 1881 war er Mitredakteur von Hirths Annalen des Deutschen Reichs und der Kritischen Vierteljahrsschrift für Gesetzgebung und Rechtswissenschaft.
Unter dem Pseudonym Max Schlierbach veröffentlichte er zudem nichtjuristische Werke.

## Werke (Auswahl)
- Grundzüge einer allgemeinen Staatslehre, Würzburg 1873.
- Grundriß zu Vorlesungen über bayrisches Staatsrecht, München 1883.
- Grundriß zu Vorlesungen über bayrisches Verwaltungsrecht, München 1883.
- Staatsrechtliche und politische Abhandlungen, Freiburg i. Br./Leipzig, 1893.
- Das Staatsrecht des Königreichs Bayern, hrsg. von Josef Grassmann, 3. Aufl., Leipzig/Tübingen 1903.
- Der Fruchterwerb auf Grund des Gestattungsgeschäftes nach §§ 956, 957 BGB, Breslau 1907.
- Bayerisches Staatsrecht (München 1884)
  - Bd. 1: Die Staatsverfassung nebst geschichtlicher Einleitung, Tübingen 1913 (bearbeitet von Robert Piloty).
  - Bd. 2: Die Staatsverwaltung, Tübingen 1913 (bearbeitet von Josef von Grassmann).

Nichtjuristische Werke
- Gedichte, Berlin 1872.
- Neue Gedichte, Berlin 1880.
- Übersetzung des Lucretius, München 1881.